# Епархия Зигиншора
Епархия Зигиншора (лат. Dioecesis Ziguinchorensis) — епархия Римско-Католической церкви c центром в городе Зигиншор, Сенегал. Епархия Зигиншора распространяет свою юрисдикцию на территорию области Зигиншор. Епархия Зигиншора входит в митрополию Дакара. Кафедральным собором епархии Зигиншора является церковь святого Антония Падуанского.

## История
25 апреля 1939 года Римский папа Пий XI издал буллу Ut inter infideles, которой учредил апостольскую префектуру Зигиншора, выделив её из апостольского викариата Дакара (сегодня — Архиепархия Дакара).
10 июля 1952 года Римский папа Пий XII издал буллу Cum optatum, которой возвёл апостольскую префектуру Зигиншора в ранг апостольского викариата.
14 сентября 1955 года Римский папа Пий XII издал буллу Dum tantis, которой возвёл апостольский викариат Зигиншора в ранг епархии.
21 января 1957 года и 22 декабря 1999 года епархия Зигиншора передала часть своей территории в пользу возведения новой апостольской префектуры Каолака (сегодня — Епархия Каолака) и епархии Колды.

## Ординарии епархии
- Giuseppe Faye C.S.Sp.[1] (31.05.1939 — 1947);
- Prosper Dodds C.S.Sp. (13.06.1947 — 15.02.1966) — назначен епископом Сен-Луи;
- Augustin Sagna (29.09.1966 — 23.10.1995);
- Maixent Coly (23.10.1995 — 24.08.2010);
- Paul Abel Mamba (25.01.2012 — 4.11.2021) — назначен епископом Тамбакунды);
  - Sede vacante (2021—2024);
- Jean Baptiste Valter Manga (20.06.2024 — по настоящее время).

## Источник
- Annuario Pontificio, Libreria Editrice Vaticana, Città del Vaticano, 2003, ISBN 88-209-7422-3
- Булла Ut inter infideles, AAS 31 (1939), стр. 336  (лат.)
- Булла Cum optatum, AAS 44 (1952), стр. 803  (лат.)
- Булла Dum tantis, AAS 48 (1956), стр. 113  (лат.)